# Matrice PMNS
 (avril 2023).
Sa qualité peut être largement améliorée en utilisant un vocabulaire plus directement compréhensible.
La matrice PMNS, ou Matrice Pontecorvo-Maki-Nakagawa-Sakata (parfois sans le P de Pontecorvo) désigne les travaux de Jirō Maki (sv), Masami Nakagawa (ja) et Shōichi Sakata qui expliquent l'oscillation de neutrinos prédite par Bruno Pontecorvo en 1957. C’est une matrice unitaire (hormis dans le mécanisme de see-saw) servant de matrice de passage entre deux bases orthonormées de l'espace des états des neutrinos : d'une part la base des états propres (eigenstate) de saveur et d'autre part celle des états propres d'énergie ou de masse (eigenmass) des neutrinos. Dans les réactions faisant intervenir les neutrinos, ceux-ci sont produits dans un état de saveur bien défini (neutrino-électron, par exemple). Comme cet état se décompose comme une superposition d'états propres du Hamiltonien, de masses différentes, il n'est pas stationnaire mais évoluera au cours du temps pour donner lieu au phénomène d'oscillation de neutrinos.

## Historique
En 1955, dans leur analyse de la désintégration du méson θ, Murray Gell-Mann et Abraham Pais proposent le concept d’oscillation de particule neutre (en), qui s’applique à une particule et son antiparticule, qui explique aussi le comportement du kaon. Deux ans plus tard, Pontecorvo étudie les résultats d’une expérience menée par Raymond Davis Jr. (qui préfigure l'expérience Homestake) dans laquelle un antineutrino devrait induire la désintégration du chlore Cl37 en argon Ar37 et en déduit que l’oscillation de Gell-Mann−Pais s’applique au neutrino,.
Dans la suite de ses réflexions, Pontecorvo s'interroge sur la désintégration du pion. Selon lui, si le pion ne se désintègre jamais en créant d’électron (il crée un muon), c’est qu’il existe une forme de neutrino que l’on ne connaît pas. L’article qu’il publie en 1960 sur ce sujet amène à une expérience réalisée au laboratoire national de Brookhaven qui met au jour la saveur muonique du neutrino ; l'état connu du neutrino auparavant devient la saveur électronique. Leon Lederman, Melvin Schwartz et Jack Steinberger qui ont mis l’expérience au point seront récompensés par le prix Nobel de physique en 1988. Rebondissant sur cette découverte, Maki, Nakagawa et Sakata supposent dans un article publié en 1962 que ce que l'on observe du neutrino n’est en fait qu’une superposition de plusieurs états de masses propres différentes : la saveur. Ils élaborent alors une première version de la matrice MNS qui décrit les deux saveurs connues,. 
La prédiction en 1973 des futurs Nobels Makoto Kobayashi et Toshihide Maskawa d’une troisième génération de leptons conduit à l’extension de la matrice MNS à la matrice PMNS aujourd’hui connue.

## Principe

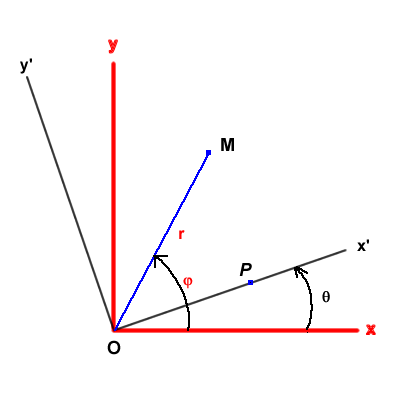
Changement de base à la suite d'une rotation des axes.

La première matrice MNS découle de ces équations tirées de leur article de 1962 :
{\displaystyle {\begin{array}{l}\nu _{1}=\nu _{e}\;\cos \;\delta +\nu _{\mu }\;\sin \;\delta \\\nu _{2}=-\nu _{e}\;\sin \;\delta +\nu _{\mu }\;\cos \;\delta \end{array}}(\delta \in \mathbb {R} )}
Il s'agit d'une simple rotation dans le plan entre les bases {\displaystyle (\nu _{e},\;\nu _{\mu })} et {\displaystyle (\nu _{1},\;\nu _{2})}. En prenant en compte les trois générations de leptons, la matrice s’écrit :
{\displaystyle {\begin{bmatrix}{\nu _{e}}\\{\nu _{\mu }}\\{\nu _{\tau }}\end{bmatrix}}={\begin{bmatrix}U_{e1}&U_{e2}&U_{e3}\\U_{\mu 1}&U_{\mu 2}&U_{\mu 3}\\U_{\tau 1}&U_{\tau 2}&U_{\tau 3}\end{bmatrix}}{\begin{bmatrix}\nu _{1}\\\nu _{2}\\\nu _{3}\end{bmatrix}}\ }.
Sur la gauche est représenté un vecteur de neutrinos selon leurs saveurs, et à droite la matrice PMNS et le vecteur des masses propres de neutrinos. La matrice PMNS décrit la probabilité qu’a un neutrino donné de saveur α de se retrouver avec une masse propre i. Ces probabilités sont proportionnelles à |Uαi|2. Les états propres de saveur sont donc reliés aux états propres de masse suivant la relation :
{\displaystyle |\nu _{\alpha }\rangle =\sum _{i=1}^{3}U_{\alpha i}|\nu _{i}\rangle }
La matrice PMNS se décompose de la manière suivante :
{\displaystyle U={\begin{bmatrix}1&0&0\\0&c_{23}&s_{23}\\0&-s_{23}&c_{23}\end{bmatrix}}{\begin{bmatrix}c_{13}&0&s_{13}e^{-i\delta }\\0&1&0\\-s_{13}e^{i\delta }&0&c_{13}\end{bmatrix}}{\begin{bmatrix}c_{12}&s_{12}&0\\-s_{12}&c_{12}&0\\0&0&1\end{bmatrix}}}
où {\displaystyle c_{ij}=\cos \theta _{ij}} et {\displaystyle s_{ij}=\sin \theta _{ij}}. Il s'agit donc presque de la combinaison de trois matrices de rotation, si ce n'est l'angle δ qui traduit la violation de la symétrie CP.
Supposons qu'un neutrino soit émis à l'instant 0, par exemple dans la réaction suivante dite de capture électronique :
{\displaystyle p+e^{-}\longrightarrow n+\nu _{e}}
À l'instant initial, la particule émise est un neutrino-électron, dont l'état s'écrit :
{\displaystyle |\nu (t=0)\rangle =|\nu _{e}\rangle =\sum _{i=1}^{3}U_{ei}|\nu _{i}\rangle }
Étant donné que la masse d'un neutrino est proche de zéro, l'essentiel de son énergie est cinétique :
{\displaystyle E_{i}={\sqrt {p^{2}c^{2}+m_{i}^{2}c^{4}}}\approx pc+{\frac {m_{i}^{2}c^{4}}{2pc}}}
À un instant quelconque l'état du neutrino devient :
{\displaystyle |\nu (t)\rangle =\sum _{i=1}^{3}e^{-iE_{i}t/\hbar }U_{ei}|\nu _{i}\rangle =e^{-ipct/\hbar }\sum _{i=1}^{3}e^{-im_{i}^{2}c^{4}t/2pc\hbar }U_{ei}|\nu _{i}\rangle }
À partir de cette dernière relation nous pouvons voir que la probabilité de voir une oscillation, égale à {\displaystyle 1-|\langle \nu _{e}|\nu (t)\rangle |^{2}}, augmente avec l'augmentation de la différence du carré des masses des neutrinos, et diminue avec l'énergie des neutrinos.
De nombreuses paramétrisations existent mais les difficultés inhérentes à la détection de neutrinos rendent le travail de détermination des coefficients bien plus complexe que celui pour la matrice CKM des quarks. Il en résulte que la forme de paramétrisation la plus répandue est celle qui emploie les angles de mélange (θ12, θ23 et θ13) et une phase de violation de la symétrie CP. Expérimentalement, les angles sont définis approximativement en 2012 comme étant de 34 degrés pour θ12, 45 degrés pour θ23 et 9 degrés pour θ13.